# Franska koloniseringen av Amerika
Denna artikel handlar om Frankrikes kolonier i Amerika.

## Nordamerika
Under 1600-talet började Frankrike etablera kolonier i Nordamerika för att exportera socker, päls och andra produkter. Upptäcktsresande och bosättare från Frankrike slog sig ned i det som idag är Kanada, i Mississippidalen och längs med Mexikanska golfens kuster i Franska Louisiana det som idag är delstaterna Alabama, Mississippi och Louisiana, där man bland annat grundade städer som Québec, Montréal, Detroit, Saint Louis, Mobile, Biloxi, Baton Rouge och New Orleans.
Det första franska försöket att etablera en koloni gjordes av hugenotter i Fort Caroline 1564. Den kolonin förstördes dock av spanjorer från Saint Augustine. Ett nytt försök gjordes 1598 på Sable Island sydöst om det som idag heter Nova Scotia. Bosättarna där fick emellertid inte de förnödenheter de behövde och 1605 återvände de tolv som fortfarande var i livet till Frankrike. Det tredje och mest framgångsrika försöket blev Akadien (Acadie) där bosättningen Île Sainte-Croix grundades 1604. Senare utvecklades Akadien kring Port Royal, det som idag är Annapolis Royal.
Fransmännen var mycket intresserade av pälshandel. De köpte päls av indianerna och bildade allianser med till exempel stammar som huron och ottawa och engagerade sig aktivt i krigföring med deras traditionella fiender irokeserna. Franska jesuiter försökte omvända ursprungsbefolkningen till kristendomen genom att etablera missionsstationer som Sainte-Marie-au-pays-des-Hurons.
Franska hugenotter grundade egna kolonier bortom den franska statens kontroll, bland andra New Paltz på 1660-talet i det som då var Nya Nederländerna i New York. Dessa hugenotter leddes av Louis Dubois och bildade ett självstyrande samhälle kallat duzine. Man ingick avtal med indianerna och köpte mark från Hudsonfloden bort till bergen. Även sedan England tagit över området levde deras samhälle vidare och idag kan deras samhälle stoltsera med att ha USA:s äldsta gata med bevarade stenhus.
Frankrike kontrollerade ett enormt område i Nordamerika, bl.a. Mississippifloden, Saint Lawrencefloden och hela territoriet kring Stora sjöarna. Québec grundades 1608 och Montréal 1642. Nya Frankrike hade 2 500 bosättare 1666 och kolonin växte långsamt, delvis därför att religiösa minoriteter inte tilläts i vad man ville skulle vara en helt romersk-katolsk koloni. Det första franska försöket att kolonisera Mississippiområdet misslyckades.
1682 hade René Robert Cavelier de La Salle från Kanada utforskat hela Mississippidalen ned till dess utflöde i söder. Till Ludvig XIV:s ära (Louis på franska) döpte han hela Louisiane (Louisiana). Två år senare återvände han med 300 bosättare ombord på fyra fartyg med avsikt att etablera en koloni vid Mississippideltat. Expeditionen råkade dock ut för pirater, fientligt inställda indianer och bristfällig navigering. Man lyckades grunda Fort Saint Louis (nära dagens Victoria, Texas) men kolonin överlevde bara till 1688 då indianer massakrerade de 20 vuxna som fortfarande levde och tog fem barn som fångar. Till slut lyckades man skapa kolonin Louisiane 1699 och grundade dess huvudstad La Nouvelle-Orléans (New Orleans) 1718.
Frankrike hamnade inom kort i krig med Storbritannien, vars kolonier vid det laget angränsade de franska. Sjuårskriget slutade med Parisfreden 1763 då de franska kolonierna i Nordamerika delades mellan engelsmännen och spanjorerna. Det enda som återstod för Frankrike var Saint Pierre och Miquelon, några öar utanför Kanadas kust som än idag tillhör Frankrike.
Under Napoleon I lyckades Frankrike återta några av sina nordamerikanska positioner från spanjorerna genom fördraget i San Ildefonse. Den engelska blockaden gjorde emellertid att fransmännen inte lyckades underhålla sina nyvunna kolonier. Eftersom Napoleon inte ville riskera att kolonierna föll i britternas händer sålde han dem den 3 maj 1803 till det nygrundade USA för 15 miljoner dollar. Det var en ansenlig summa för den unga nationen som man fann nödvändig för att kunna fortsätta sin expansion bortom Appalacherna, något som också skedde under 1800-talet.

## Karibiska öar
- Haiti, som fransmännen kallade Saint-Domingue, koloniserades 1625 och deras anspråk bekräftades av Spanien genom fördraget i Ryswick 1697. Haiti blev självständigt 1804.

- Martinique koloniserades i juli 1635 av Pierre Belain d'Esnambuc, en adelsman från Normandie, och är idag ett utomeuropeiskt departement.
- Guadeloupe, inklusive öarna Saint-Barthélemy, Saint Martin, Les Saintes, La Désirade, Marie-Galante och Guadeloupe koloniserades omkring 1635 efter ett misslyckat spanskt försök att etablera sig på öarna. Det är fortfarande ett utomeuropeiskt departement. Både Guadeloupe och Martinique intogs av engelsmän 1759-1763. Efter kriget utbytte Frankrike hela Kanada mot dessa öar, något som tydligt visar hur betydelsefull sockerhandeln var.
- Saint Lucia grundades av Frankrike 1650. Kolonin bytte ägare mellan Frankrike och England fjorton gånger fram till 1814. Allt sedan dess har det tillhört engelsmännen.
- Dominica (franska: Dominique) var en fransk koloni som överläts till England 1763.
- Grenada grundades 1650 och förblev en fransk koloni fram till 1762 då den intogs av britterna under sjuårskriget. Under amerikanska revolutionen tog Frankrike tillbaka kolonin som dock återlämnade den efter freden 1783.
- Tobago var en fransk koloni innan Storbritannien intog den 1762.
- Saint Croix, en av Jungfruöarna, tillhörde Frankrike mellan 1650 och 1733. Det såldes därefter till Danmark.

## Sydamerika
Franska Guyana koloniserades av Frankrike 1604 och är än idag ett av landets utomeuropeiska departement. 
Mellan 1555 och 1567 försökte franska hugenotter under viceamiral Nicolas Durand de Villegaignon etablera en bosättning i vad som idag är Brasilien, kallad France Antarctique. Bosättarna drevs dock bort, liksom gjorde ett nytt försök vid São Luís 1612-1615.